# スペース佐藤
スペース佐藤（スペースさとう、1965年10月27日 - ）は、山口県と福岡県を拠点に活動しているローカルタレント、ラジオパーソナリティ。福岡では、主に本名の佐藤 忠典（さとう ただのり）名義で活動している。「スペース」の芸名は、かつての勤め先「スペースワールド」に由来する。血液型O型。

## 経歴
福岡県北九州市小倉区（現：小倉北区）出身。九州工業大学を中退後にスペースワールドに入社し、広報やイベント制作に携わる。
1994年に退職してフリータレントとなり、山口・福岡を中心にテレビ番組やイベントの司会、ラジオパーソナリティ、CM等のナレーターとして活動。またフリーになった当初より、並行してイベントプロデュースやディレクションも手がけているほか、「デジサポ山口」で地デジアドバイザーを務めている。
2004年からは福岡刑務所の篤志面接委員として、同刑務所や山口刑務所において所内向け番組のDJを務めている。
2011年7月からはサガテレビの『かちかちワイド』に出演し、2015年3月27日放送の最終回までメインキャスターを務め続けた。佐藤は本来タレントであるが、サガテレビでは番組出演の関係から同局公式サイトの「アナウンサー紹介」ページに名を連ねていた。

## 出演

### テレビ番組
- かっぱちTVサタスパ!（テレビ山口）
- 朝からヨイショ!（テレビ山口）
- さとらぼ（テレビ山口）
- ぐちモニ（テレビ山口）
- モーニングミント（テレビ西日本）
- ただいまテレビ（テレビ西日本）
- 暮らしとお金の相談室（テレビ山口）
- かちかちワイド（サガテレビ） ※佐藤ただのり名義
- まちかどNEWS（山口ケーブルビジョン、2016年2月1日 - ） ※佐藤忠典名義

### ラジオ番組
- RKBスーパーヒットコレクション（RKBラジオ）
- ROLLING SATURDAY（CROSS FM）
- CROSS EARLY MORNING SHOW（CROSS FM）
- X FUTURE RADIO ON SATURDAY（CROSS FM）

### イベント
- 日本全国“地デジで元気！” in 山口（2010年） - テツandトモなどが出演したステージの司会、会場内に設けられていたデジサポ山口無料相談コーナーの相談員[3]

### CM
- 日本ファイナンス（2011年）[4]